# Josef Thuma
Josef August Thuma, né le 31 janvier 1866 à Vienne en Autriche et mort le 28 octobre 1938 à Buren aux Pays-Bas, est un physicien autrichien.

## Biographie
Après avoir obtenu son certificat du secondaire, Josef Thuma étudie la physique à l'université de Vienne. En 1891, il est promu « Mesureur de l'électricité atmosphérique en montgolfière ». À la suite de l'obtention de son diplôme avec la promotion 1891, il est jusqu'en 1893 assistant de Franz-Serafin Exner à l'Institut physico-chimique, puis en 1894 au cabinet de physique de Viktor von Lang. Plus tard, en 1901, il est adjoint à l'École polytechnique supérieure allemande de Brno.
Il est nommé en 1903 professeur de physique générale à l'École supérieure  tchétchène de Prague. Il en obtient la chaire en 1907. Il prend sa retraite de ce poste en 1935.

## Travaux
Thuma développe en 1893 une « Théorie de la production sous haute pression de courant de haute fréquence par condensateur de décharges ». Ceci l’amène à une méthode de développement technique d'un instrument de phase pour courant alternatif.

## Publications
- Kinematische Darstellung Hertzscher Wellen , 1924
- Physikalische Grundlagen der Wellentelegraphie und –telephonie, 1926